# 7216-os mellékút (Magyarország)
A 7216-os számú mellékút egy négy számjegyű mellékút Veszprém vármegye keleti részén.

## Nyomvonala
A 72-es főútból ágazik ki, annak 3. kilométerénél, kelet felé, litéri külterületen. 400 méter után átlép Királyszentistván külterületére, majd az 1. kilométere táján pár száz méteren Balatonfűzfő területén, illetve közvetlenül a két település határát követve halad. Balafonfűzfőt ennél jobban nem érinti, 3,2 kilométer megtétele után ér be Királyszentistván központjába, ahol a 7202-es útba torkollik, kicsivel annak 30+500-as kilométerszelvénye előtt.
Itt az út számozásnak még nincs vége: szűk fél kilométernyi közös szakasza következik a 7202-es úttal, kilométer-számozás tekintetében azonos irányban számozódva, nyugati irányban, majd a község nyugati szélén ismét kettéválnak: a 7202-es nyugat felé halad tovább, a 7216-os pedig észak felé indul. 4,5 kilométer megtétele után átlép Sóly területére, 5. kilométerénél éri el annak déli szélét, majd végighúzódik a falun.
A 8-as főútba csatlakozva ér véget, kicsivel annak 40. kilométere után, Sóly és Hajmáskér határvonalán. A 8-as ezen a szakaszon osztott pályás, így a 7216-ossal csak a Székesfehérvár (Budapest) irányában haladó forgalom találkozik közvetlenül; a Körmend (országhatár) irányába tartó forgalom csak úgy tud lehajtani a 7216-os útra, hogy előbb a Hajmáskér felé vezető 8215-ös útra hajt le, és a 80 626-os átkötő ágon halad át a 8-as felett (hasonlóan történhet meg a Körmend felé történő felhajtás is a 8-as főútra). Az út egyenes folytatása a 8215-ös út, amely Hajmáskér központjába vezet.
Teljes hossza, az országos közutak térképes nyilvántartását szolgáló kira.gov.hu adatbázisa szerint 6,519 kilométer.

## Települések az út mentén
- Litér
- (Balatonfűzfő)
- Királyszentistván
- Sóly
- (Hajmáskér)

## Képgaléria

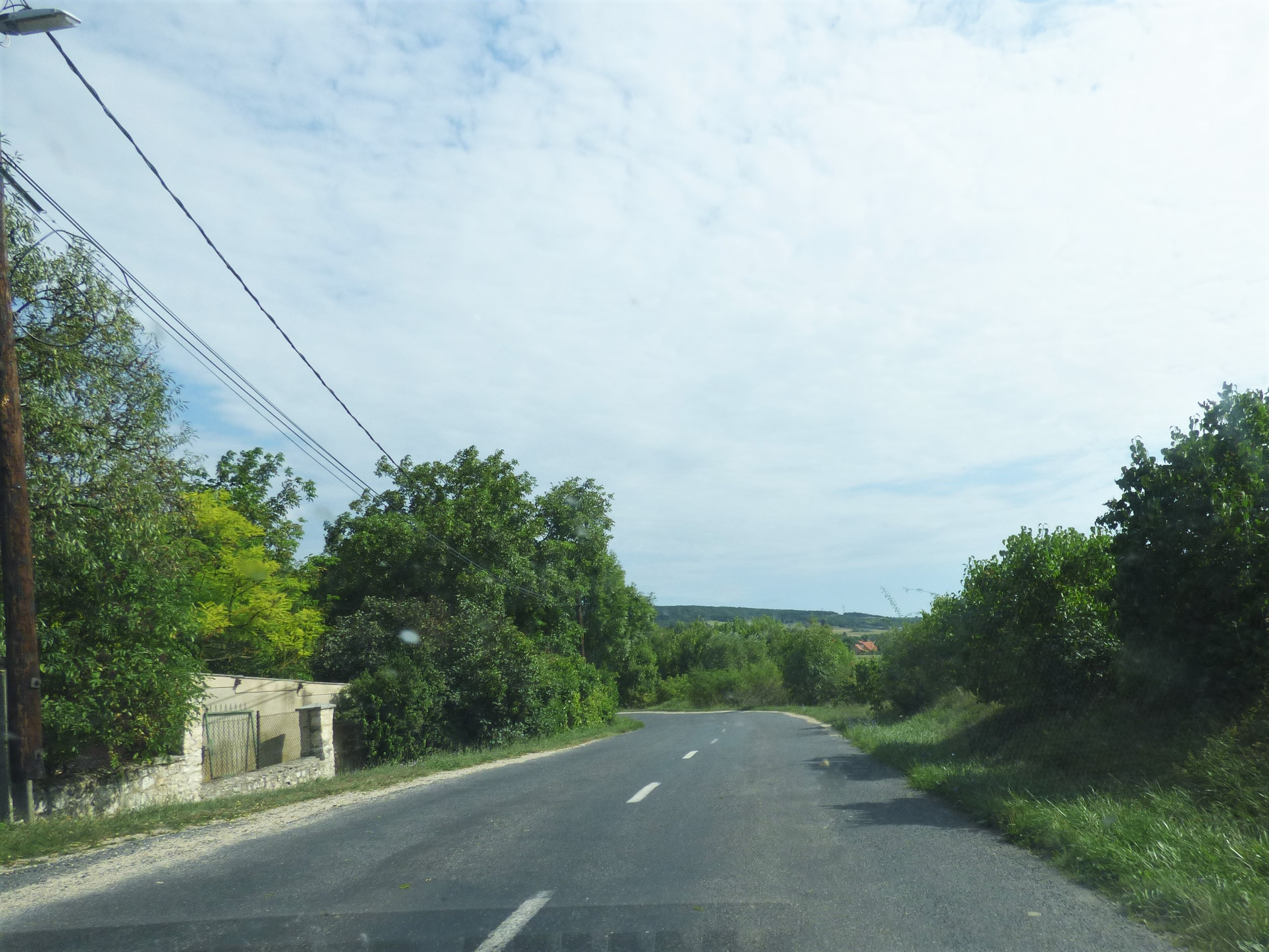
Az út Királyszentistván nyugati szélén
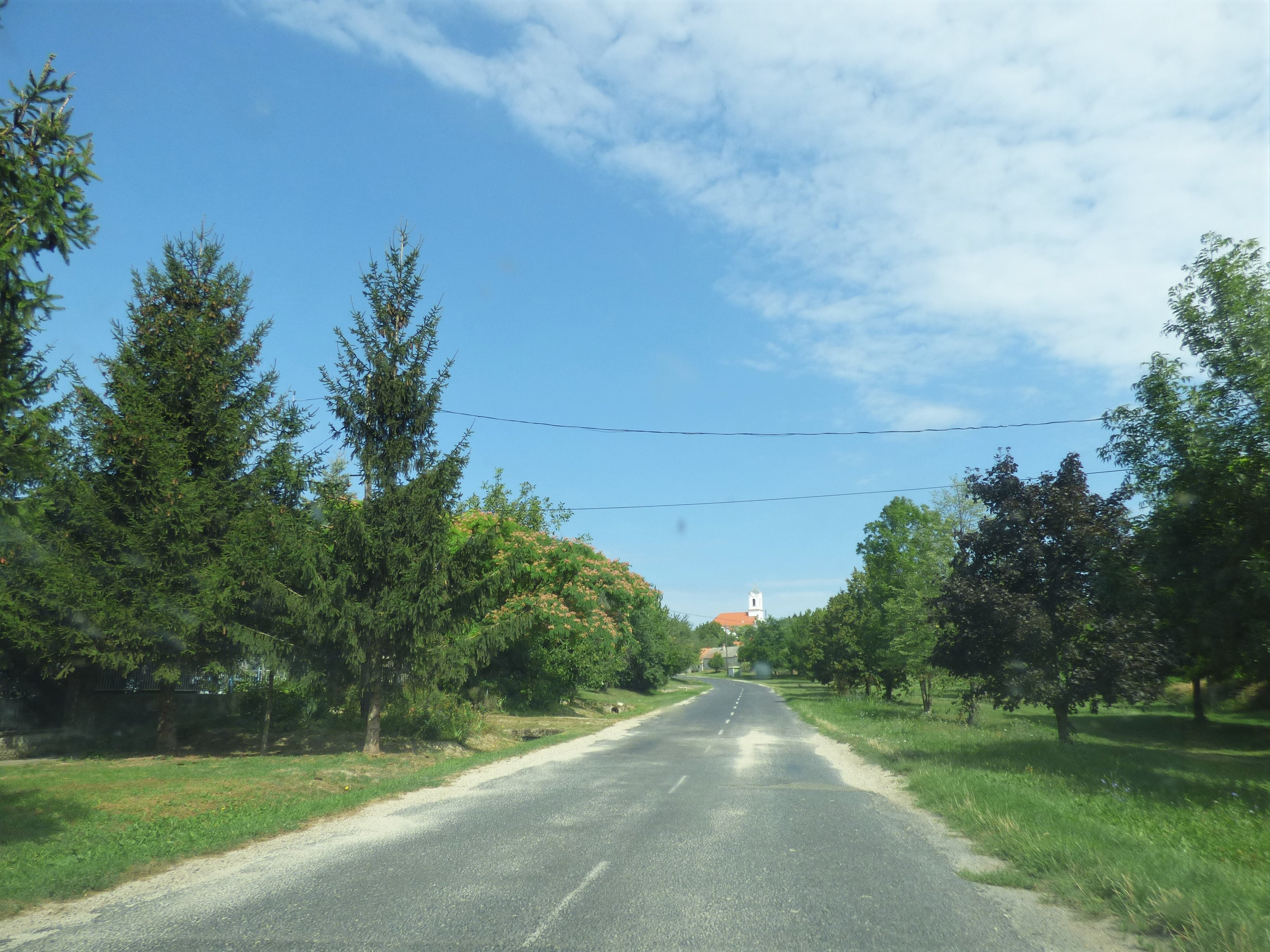
Érkezés a 72-es főút felől Királyszentistvánra
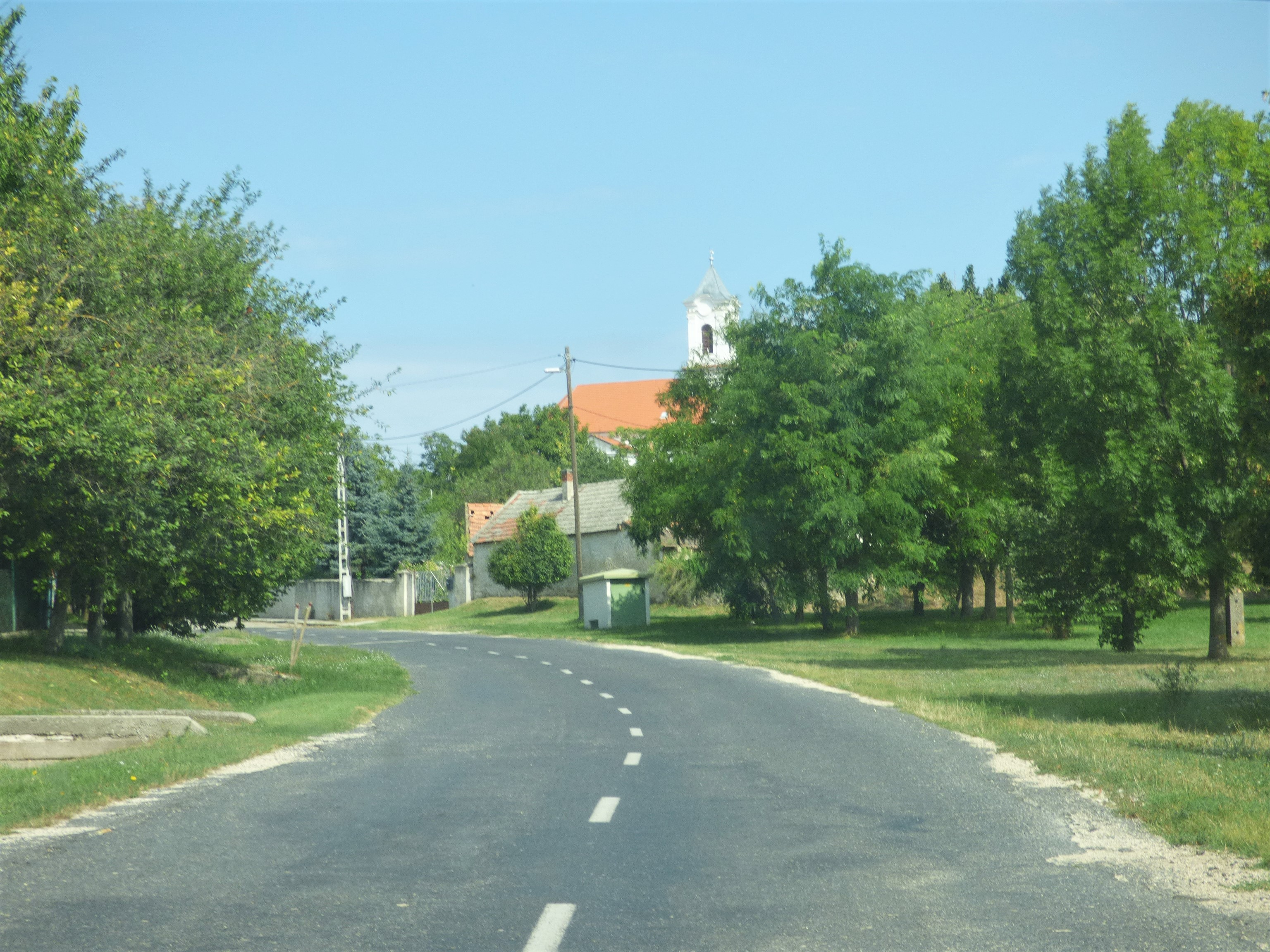
Az út Királyszentistván templomával
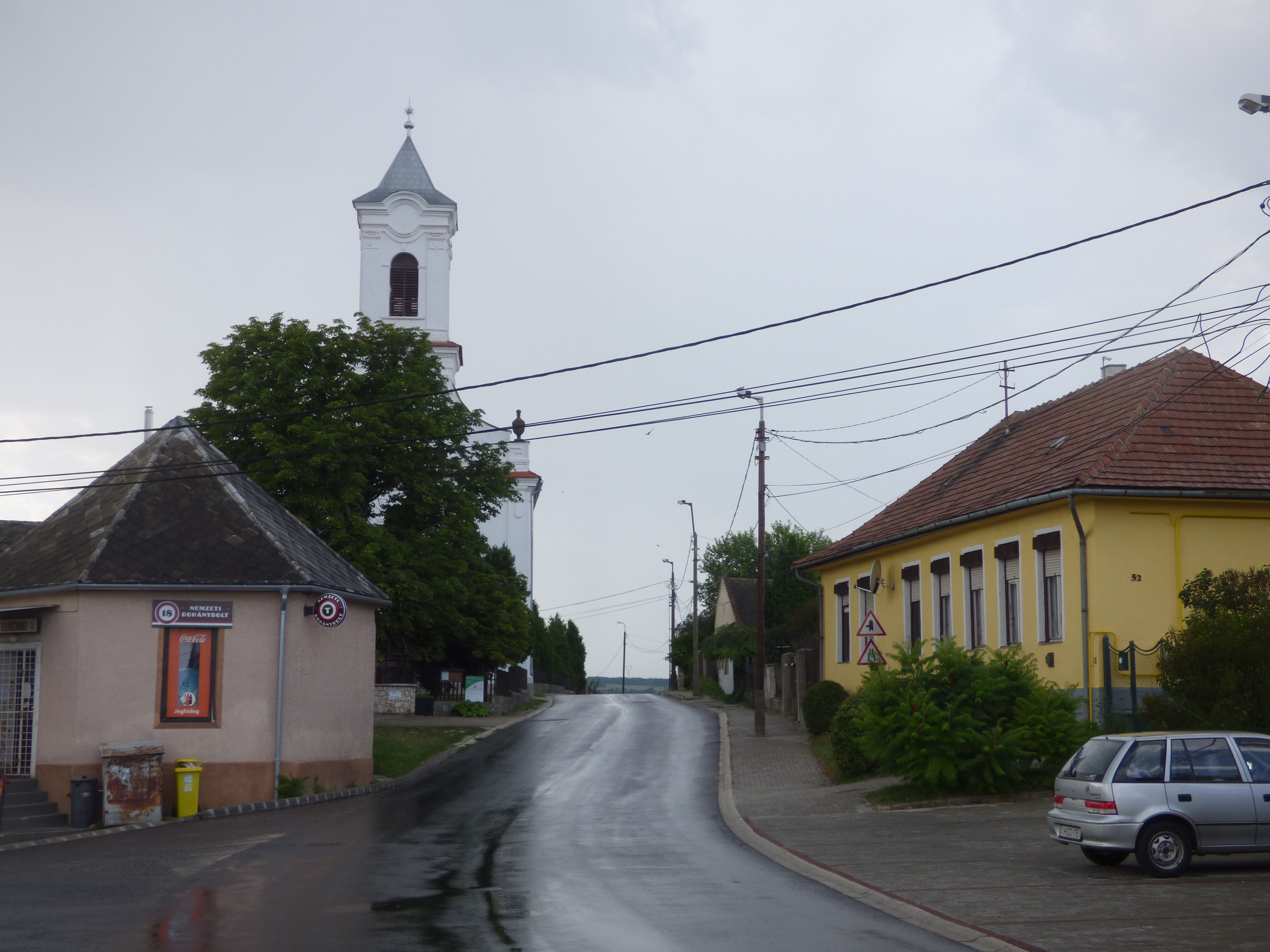
Királyszentistván központja a 7202-es és a 7216-os utak közös szakaszával
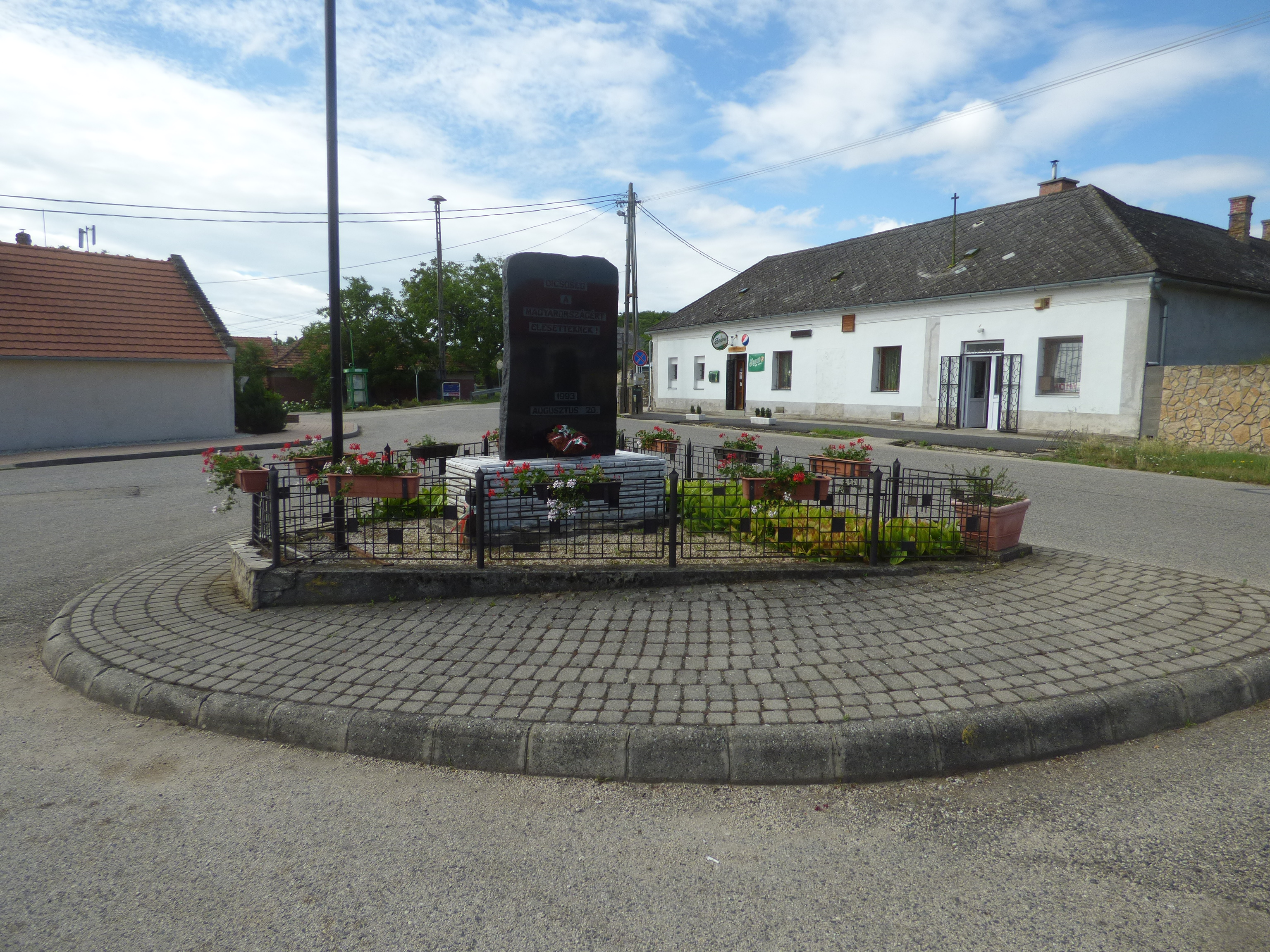
Emlékmű Sóly központjában, mögötte az út településen átvezető szakasza